# Генерація вищих гармонік
Генерацією вищих гармонік (англійська абревіатура HHG) називається процес випромінювання електромагнітних хвиль зразком-мішенню (газом, плазмою, твердим тілом або рідиною) при опроміненні лазерним імпульсом на частоті, кратній (принаймні у п'ять разів) частоті цього імпульсу. Генерація вищих гармонік є методом створення високочастотних джерел випромінювання, а завдяки когерентній природі цього процесу генерація вищих гармонік використовується в атосекундній фізиці.

## Генерація гармонік як збурення
Пертурбаційна генерація гармонік  це процес, в якому лазер із частотою ω та енергією фотона ħω використовується для створення світла з іншою частотою. Нові частоти nω є кратними  початковій частоті світла. Уперше цей процес відкрили 1961 року Франкен зі співробітниками, використовуючи рубіновий лазер та кристалічний кварц як нелінійне середовище.
Генерація гармонік у твердотільних діелектриках добре зрозуміла й широко використовується в сучасній лазерній фізиці (дивіться генерація другої гармоніки). У  1967 Нью та інші уперше спостерігали генерацію третьої гармоніки в газах. У моноатомних газах можна отримати тільки гармоніки непарної кратності, як випливає з міркувань симетрії. У режимі слабкого поля інтенсивність збуджених гармонік швидко зменшується з порядком. Це можна зрозуміти як поглинання атомом n фотонів, а потім випромінювання одного більшої частоти. Ймовірність поглинання  n фотонів падає з ростом n, що й зумовлює швидке зменшення інтенсивності гармонік.

## Становлення
Уперше генерація вищих гармонік спостерігалася в 1977 у взаємодії потужного імпульсу CO2 лазера з плазмою, утвореною з твердотільної мішені. Генерацію вищих гармонік у газах, найпоширеніше сьогодні застосування, уперше спостерігали Макферсон зі співробітниками в 1987, а пізніше Феррей та інші в 1988 з несподіваним результатом: інтенсивність вищих гармонік очікувано спадала при малих порядках, але далі спостерігалося плато, на якому інтенсивність гармонік залишалася постійною для багатьох порядків.
Плато гармонік покриває діапазон у сотню електронвольт аж до м'якого рентгену. Воно різко обривається  в місці, яке називають обрізанням гармонік.

## Властивості
Високі гармоніки мають ряд цікавих особливостей. Вони є джерелом далекого ультрафіолету й м'якого рентгену, джерелом, що поміщається на столі, й частоту якого можна змінювати, синхронізоване з лазером, а період між імпульсами той же, що й у лазера.  Частота обрізання гармонік лінійно залежить від потужності лазера до певної потужності насичення Isat, при якій генерація гармонік припиняється. Потужність  насичення можна змінити вибором легшого інертного газу ціною втрати ефективності конверсії, тож існує певний оптимум залежно від енергії бажаного фотона.
Генерація високих гармонік сильно залежить від поля початкового лазера,  і як наслідок гармоніки мають схожі часові й просторові когерентні властивості. Високі гармоніки  часто генерують  імпульсами з тривалістю меншою, ніж тривалість початкового імпульсу. Причина цього — нелінійність процесу, узгодження фаз та іонізація. Часто гармонки генеруються у дуже маленькому часовому вікні, коли виконуються умови узгодження фаз. Виснаження активного середовища внаслідок іонізації також означає, що генерація високих гармонік в основному зосереджена на передньому краю початкового лазерного імпульсу.
Високі гармоніки випромінюються колінеарно до вихідного лазерного променя і можуть бути дуже тісно обмеженими просторово, іноді з меншою розбіжністю, ніж основне поле, й мають профіль, близький до гаусового.

## Напівкласичний підхід
Максимальна енергія фотона, якої можна добитися методом генерації високих гармонік, визначається обрізанням плато генерації. Її можна розрахувати класично, аналізуючи максимальну енергію, якої може набути вибитий при іонізації електрон в електричному полі лазера. Енергія обрізання задається формулою:
{\displaystyle E_{\mathrm {max} }=I_{p}+3.17\ U_{p}}
де Up — пондеромоторна енергія лазерного поля, а Ip — енергія іонізації.
Формула для енергії обрізання виведена з напівкласичних міркувань. Спочатку електрон, поки він тунелює, відриваючись від свого атома, розглядається квантовомеханічно, але надалі для опису його динаміки використовують класичний підхід. Вважається, що електрон народжується у вакуумі з нульовою швидкістю, а потім прискорюється електричним полем лазерного променя.

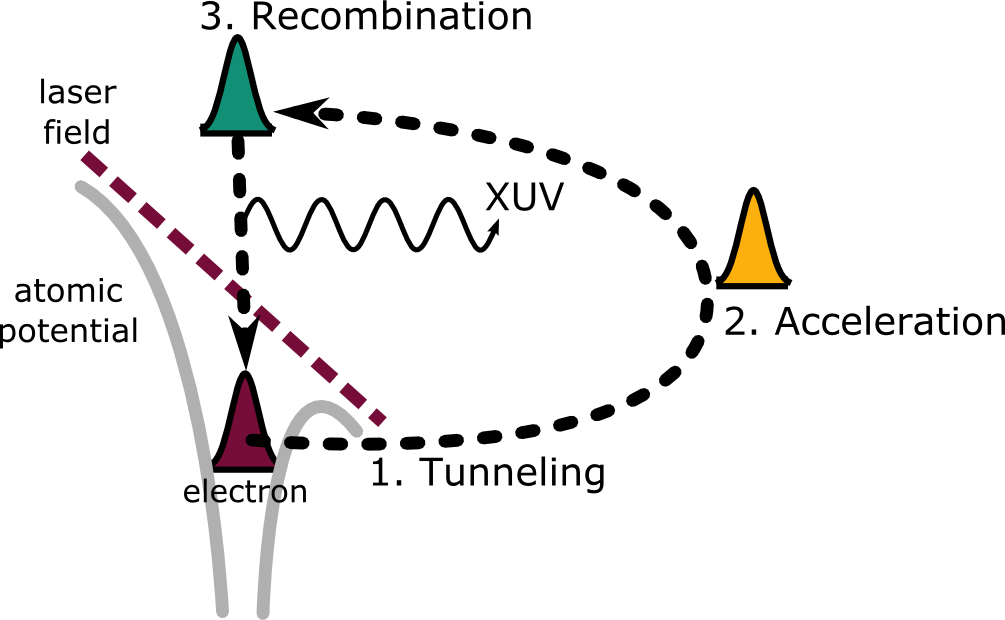
Триступенева модель

На половині оптичного циклу після іонізації електрони змінюють напрям руху зі зміною електричного поля, й прискориться в напрямку власного ядра. Повернувшись до нього він випромінюватиме щось на зразок гальмівного випромінювання в процесі рекомбінації з поверненням до основного стану. Це опис відомий під назвою рекомбінаційної моделі.
Оскільки частота рекомбінаційного випромінювання залежить як від кінетичної енергії, так і від потенціалу іонізації, на різних стадіях  рекомбінації випромінювання відбувається на різних частотах (тобто випромінюваний імпульс чирпований). Щобільше, для кожної частоти є два відповідних часи рекомбінації. Ми називаємо ці дві траєкторії короткою траєкторією (першою) і довгою траєкторією.
Цікаві обмеження процесу генерації вищих гармонік, пояснені цією моделлю, демонструють, що генерація відбувається тільки тоді, коли поле лазера лінійно поляризоване. Еліптична поляризація змушує електрон пролетіти повз ядра. Мовою квантової механіки це означає зменшення перекриття хвильових функцій електрона при поверненні та ядра. Явище спостерігалося експериментально як швидке зменшення інтенсивності згенерованих гармонік зі збільшенням еліптичності. 

## Узгодження фаз
Як і в кожному нелінійному процесі  при генерації вищих гармонік у газі узгодження фаз відіграє важливу роль. У геометрії вільного фокусування існують чотири причини неузгодження хвильових векторів: нейтральна дисперсія, плазмова дисперсія фаза Гуї та дипольна фаза.    
.